# Keyingham
Keyingham är en mindre ort i East Riding of Yorkshire, England. Enligt folkräkningen 2011 har orten 2 314 invånare Orten har en grundskola, Keyingham Primary School. 